# Інволюційна меланхолія
Інволюційна меланхолія, або інволюційна депресія — одна з форм пресенільних психозів, для якої характерні тужливий настрій, тривожне збудження і марення самозвинувачення; перебіг тривалий з одноманітним тривожно-пригніченим настроєм. Розвивається переважно у жінок у віці 45-60 років на тлі клімаксу.

## Клініка
Інволюційна меланхолія у більшості випадків виникає після нетривалого продромального періоду з явищами астенії, зниження настрою, головним болем. У подальшому розвивається депресія з явищами іпохондрії та множинними сенестопатіями, підвищеною увагою до свого здоров'я, нав'язливим страхом захворіти тяжкою невиліковною хворобою або впевненістю у наявності такого захворювання. 
Цей психоз супроводжується вегетативними симптомами — тахікардією, пітливістю, диспептичними явищами та множинними незвичними відчуттями — сенестопатіями (відчуття печіння у тілі, повзання мурашок, ворущінням судин та нервів). Хворі призначають собі режим, дієту, постійно звертаються до лікарів різних спеціальностей, вимагають численних обстежень.
Гострий період захворювання проявляється у формі ажитованої депресії: хворі постійно знаходяться на ногах, метушаться, стогнуть, очікуючи страждань, страти, загибелі родини. Сприйняття навколишнього носить характер марення, у розмовах оточуючих чують погрози на свою адресу, звинувачення, осудження. В хворих спостерігаються соматичні зміни — передчасне старіння, схуднення. Перебіг захворювання тривалий, після виражених клінічних розладів настає стабілізація клінічної картини, афективні розлади стають менш вираженими, поступово зникає депресивне марення та настає одуження. 

## Лікування
Хворим необхідний суворий нагляд. Для лікування інволюційної меланхолії рекомендується госпіталізація, загальнозміцнююча терапія, антидепресивна терапія. При тривалому перебігу та соматичному виснаженні рекомендується проведення електросудомної терапії. При відмові від їжі — введення інсуліну перед їжею, годування через зонд, амітал-кофеїнове розгальмування.